# Praetorians
Praetorians je počítačová hra žánru RTS. Pochází z dílen španělské společnosti Pyro Studios. Je distribuována britskou vydavatelskou společností Eidos. Její autoři jsou mimo jiné autory legendární strategické série Commandos. Možná i proto se Praetorians nesou ve strategickém duchu více, než klasické real-timové strategie. Hra hráče zavede do prostředí starověké římské říše. Titul vyšel v roce 2003 a zatím se nedočkal žádných datadisků. Hráči i recenzenty je hodnocen pozitivně.

## Strategická hloubka
Jak už bylo řečeno, Praetorians se výrazně odlišuje od klasických RTS titulů. Ty se zaměřují na dvě hlavní činnosti, o které se hráč musí starat – na obstarávání zdrojů a na bojování. Vzhledem k náročnosti a zdlouhavosti shromažďování surovin, stavění budov, chránění základny atp. zbývá málo času na skutečnou bojovou strategii, která by měla být stěžejní dispozicí strategických her.
V Praetorians se hráč o stavění budov ani shromažďování surovin starat nemusí. A když ano, tak jen v omezené míře. Vojáky si může najímat v osadě, kterou dobude. Poté už jen stačí postavit u ní posádku, budovu, která zajišťuje produkci jednotek, a poslat do osady některého ze setníků, velitelů. Tento systém sice ukrajuje hře ze zajímavosti, ale ta je ihned doplněna specifickými vlastnostmi jednotek, které hráč může používat. Jejich seznam spolu s charakteristickými vlastnostmi je uveden níže. Výslednému dojmu ze hry dopomáhá i fakt, že jednotky se sdružují do armádních útvarů, které hráč ovládá dohromady. Když tedy probíhá bitva desítek jednotek, hráč jich ve skutečnosti ovládá pětkrát méně.

### Seznam bojových jednotek
- Říman
- Pomocná pěchota – málo odolná jednotka. Umí na nepřátele házet oštěpy, dokáže stavět a opravovat budovy, válečné stroje a mosty.
- Legionáři – základní složka armády. Silná a odolná jednotka dokáže házet proti nepřátelům oštěpy. Umí vytvořit formaci želva.
- Pomocní lučištníci – jednotka pro boj na dálku, nevhodná pro boj na blízko. Při nehybné formaci se jí zvýší dostřel.
- Kopiníci – jednotka vhodná zejména proti jízdě. Umí vytvořit obrannou formaci.
- Equites – jednotka římské jízdy. Její výhodou je rychlost. Na druhou stranu je neodolná proti kopiníkům.
- Lukostřelecká jízda – stejně jako v případě jednotky equites je její výhodou rychlost a nevýhodou neodolnost vůči kopiníkům.
- Baleárští vrhači – silnější jednotka pro boj na dálku. Je z Malorky.
- Gladiátoři – silnější pěchotní jednotka se speciálními vlastnostmi. Umí na nepřítele hodit síť,která jej znehybní.
- Praetoriáni – nejvyspělejší římská jednotka pro boj na blízko. Garda samotného císaře.

- Egypťan

- Otroci – lehká bojová jednotka bojující egyptským mečem, staví a opravuje bojové struktury a budovy.
- Lučištník – klasičtí lučištníci
- Stráže – kopiník u Egypťanů, vhodný proti jízdě, slabý proti těžké pěchotě.
- Vojáci – profesionální, dobře obrnění vojáci jsou páteří egyptského vojska, ač postrádají barbarskou sílu a formační flexibilitu Říma.
- Velbloudí jezdci – odolní a rychlí velbloudí jezdci jsou základem jízdy Egypťanů.
- Lučištníci na velbloudech – rychlí lučištníci na velbloudech jsou výbornou jednotkou na rychlou likvidaci statického nepřítele.
- Nubijští lučištníci – lepší lučištníci z Núbie starého státu na jih od Egypta – dražší, ale lepší než běžní lučištníci.
- Parthská jízda – lučištníci na koních z parthie státu ve válce s Římem. Střílí i za jízdy.
- Válečné vozy – vozy s bojovníkem a lučištníkem jsou postrach lehké pěchoty.

- Barbar
- Pěchota – ozbrojena sekerou, staví a opravuje bojové struktury.
- Lučištník – základní střelec, používaný k překvapení římské armády.
- Kopiník – dobrý proti jízdě, odolnější než ostatní, ač není tak dobře organizován.
- Válečník – silný základní tvrdý bojovník oblečený do kůže až děsí nepřátele. Jsou silnější než ostatní, ale postrádají organizaci.Na nepřítele dokáže vrhat řetězy,které jej znehybní.
- Šlechtic – je základní jízdou složenou z aristokratů.
- Jízdní lučištníci – nejlepší jednotka pro bitvu na volném poli, dobrá k demoralizaci nepřítele, a rozložení jeho řad.
- Lovci – partyzáni v řadách barbarů, skrývají se v lese přepadávají nepřátele, hlásí pohyb nepřátel.
- Berserkeři – nazí zuřiví válečníci s obouručními meči – postrach kohokoli, kdo o nich kdy slyšel.
- Germáni – nadterénní elitní jízda nepřekonatelná, rychlá, divoká a bojovná.

Poznámka: Některé jednotky je možné povyšovat, některé vyřadit (degradovat). Například legionáři se při vyřazení mění na pomocnou pěchotu. To je potřeba tehdy, když je nutné něco postavit nebo opravit (viz vlastnosti pomocné pěchoty uvedené výše). Pokud je pomocná pěchota povýšena, je jí přidělen setník (o výhodách setníka v seznamu níže). Takto to funguje s většinou jednotek ve hře.

### Seznam nebojových jednotek
- Říman
- Setník – velitel, který sice v boji moc nepomůže, ale pomáhá bojovat jednotkám, které má ve své blízkosti. Někteří setníci se nemusejí jmenovat „setník“, ale mají své vlastní jméno. Toto je praktikováno zejména v kampani.
- Doktor – nebojová jednotka, která dokáže léčit jednotky ve svém okolí.
- Vlčí zvěd – jednotka, která dokáže vyslat vlka. Ten umí prozkoumat vnitřek lesů, který hráči zůstává neviditelný, pokud v něm nemá své jednotky. Prozkoumávání lesů je důležité proto, že se v nich mohou ukrývat nepřátelé.
- Sokolí zvěd – jednotka, která dokáže vyslat sokola a na chvíli tak odkrýt zvolenou část mapy.
- Egypťan
- Úředník místo setníka.
- Kněz místo doktora.
- U barbarů pak je na místo velitele dán náčelník, léčí pak druid.

Zvědové jsou společní pro všechny.
- Dále pak základní pěchota tvoří beranidla, obléhací věže, útočné skupiny se žebříky, katapulty a balisty.

## Možnosti hraní
- Ve výpravné kampani, která čítá 24 misí, se hráč vžívá do role velitele římské armády. V průběhu hraní navštíví nejrůznější části říše, například Galii nebo Egypt. Mimo to hra obsahuje čtyři tutoriálové mise, které však není nutné pro další postup dokončit.
- Po dohrání kampaně (nebo ještě v průběhu jejího hraní) je možné pokračovat hraním krátkých bitek, zdejšího označení pro vlastní hru. Je možné soupeřit s vícero umělými protivníky na velkém množství map. Kromě Římanů lze hrát i za barbary a Egypťany.
- Praetorians nepostrádají ani hru více hráčů.